# KBS 어린이 합창단
KBS 어린이 합창단은 대한민국의 한국방송공사 소속 어린이 대상으로 합창단이다.

## 역사
1947년 9월에 서울방송전속어린이노래회를 창단하였으며, 1955년에 서울방송어린이노래회를 개칭하고, 1968년에 KBS 어린이 합창단을 바뀌었다가, TV 어린이 합창단을 통합하여, 2017년 이후에는 KBS 서울 본사를 폐지하고, KBS 지역 방송국은 어린이 합창단 그대로 유지되었다.

## 단원

### 공사 체계 이전
- 1950년대 - 7기 (1954년), 8기 (1955년), 9기 (1956년), 10기 (1957년), 11기 (1958년), 12기 (1959년)
- 1960년대 - 13기 (1960년), 14기 (1961년), 15기 (1962년), 16기 (1963년), 17기 (1964년), 18기 (1965년), 19기 (1966년), 20기 (1967년), 21기 (1968년), 22기 (1969년)
- 1970년대 - 23기 (1970년), 24기 (1971년), 25기 (1972년), 26기 (1973년)

### 공사 체계 이후
- 1970년대 - 1기 (1974년), 2기 (1975년), 3기 (1976년), 4기 (1977년), 5기 (1978년), 6기 (1979년)
- 1980년대 - 7기 (1980년), 8기 (1982년), 9기 (1983년), 10기 (1984년), 11기 (1986년), 12기 (1988년)
- 1990년대 - 13기 (1990년), 14기 (1992년), 15기 (1994년), 16기 (1996년), 17기 (1998년)
- 2000년대 - 18기 (2001년), 19기 (2003년), 20기 (2005년), 21기 (2007년), 22기 (2009년)
- 2010년대 - 23기 (2011년), 24기 (2013년), 25기 (2015년)[1]

## 역대 지휘자
- 초대: 정세문 (1947 ~1949년)
- 2대: 안병원 (1949 ~1954년)
- 3대: 한용희 (1955 ~1957년)
- 4대: 박승수 (1958 ~1959년)
- 5대: 이은렬 (1960 ~1964년)
- 6대: 최충 (1964~1965년)
- 7대: 유병무 (1965 ~1968년)
- 8대: 김규환 (1969 ~1971년)
- 9대: 곽상수 (1972 ~1973년)
- 10대: 이수인 (1974년)
- 11대: 장상덕 (1981년)
- 12대: 이수인 (1982년)

## 출신
- 김형자
- 하희라 (1978년, 5기 공사체계 이후) - 배우
- 이엘리야 - 배우
- 김혜은 - 배우
- 김솔희 - 아나운서
- 금잔디 (강원) - 가수
- 정수연 (울산) - 트로트 가수
- 최정문
- 길병민 - 성악가